# Þríhnúkagígur
De Þríhnúkagígur (Thrihnukagigur) is een slapende vulkaan op het IJslandse schiereiland Reykjanes, zo'n 15 km van de hoofdstad Reykjavik. Deze vulkaan, die behoort tot het vulkanisch gebied Brennisteinsfjöll, is zo'n 2.000 jaar voor het begin van de jaartelling voor het laatst uitgebarsten.
Wat deze vulkaan bijzonder maakt is dat de magmakamer voor mensen toegankelijk is. Met een gondel kan men via een gat van vier bij vier meter hierin afdalen. De magmakamer zelf meet 48 bij 60 meter. De eerste persoon die hierin afdaalde was de vulkanoloog Árni Stefánsson. Hij heeft zich er vervolgens voor ingezet dat deze voor iedereen toegankelijk moest worden. Hij was ook de bedenker van de naam.
De naam Þríhnúkagígur betekent krater met drie punten in het IJslands.